# Джо Бевърли
Джо Бевърли (на английски: Jo Beverley) е плодовита британско-канадска писателка, авторка на бестселъри в жанровете исторически и съвременен любовен роман.

## Биография и творчество
Мери-Джозефин „Джо“ Дън Бевърли е родена на 22 септември 1947 г. в Блакпул, Ланкашър, Англия, в семейството на Джон и Милдред Дън, собственици на хотел. Обича да пише още от малка, а на 16 опитва да пише първия си роман.
През 1966 г. завършва девическия интернат Лейтън Хил в Блакпул, а през 1970 г. завършва английска история в Университета Кийл в Стафордшър.
На 24 юни 1971 г. се омъжва за Кенет Бевърли, учен изследовател. Имат двама сина – Джонатан и Филип.
Работи като съветник по професионално ориентиране в периода 1971–1976 г. в Нюкасъл ъндър Лайм, Стафордшър, а след това в Уест Бриджфорд, Нотингамшър.
През 1976 г. емигрира в Канада със съпруга си, където той има следдипломна специализация. Живеят в Халифакс, после в Отава, а последно във Виктория, Британска Колумбия. В Канада не намира подходяща работа и се занимава с отглеждането на децата си. След един разговор в местната библиотека решава да се върне към мечтата си да пише.
През 1985 г. в Отава един от основателите на Асоциацията на писателите на любовни романи. През същата година завършва първия си ръкопис, който е отхвърлен от издетелствата, но тя продължава да се учи пишейки по-усърдно.
През 1989 г. е издаден първият ѝ роман „Lord Wraybourne's Betrothed“ от поредицата „Ренфрю / Кайл“.
Авторка е на над 40 романи и новели. Пет от нейните произведения са удостоени с престижната награда „РИТА“ за най-добър любовен роман, за което е включена в Залата на славата на писателите на любовни романи. Книгата ѝ „My Lady Notorious“ е избрана за един от стоте най-добри романи от читателите на списание „Affaire de Coeur“. Получава две награди за цялостно творчество от списание „Romantic Times“ за нейните регентски исторически любовни романи.
Джо Бевърли заболява от рак през 2012 г. и след четири годишна борба с болестта умира на 23 май 2016 г. в Йоркшър, Англия.

## Произведения

### Самостоятелни романи
- Forbidden Affections (1996)
- Star of Wonder (1999)
- Merely a Marriage (2017)

### Серия „Ренфрю / Кайл“ (Renfrew / Kyle)
1. Lord Wraybourne's Betrothed (1988)
2. The Stanforth Secrets (1989)
3. The Stolen Bride (1990)
4. If Fancy Be the Food of Love (1991) – в сборника „A Regency Valentine“
5. Emily and the Dark Angel (1991) – награда „РИТА“
6. The Fortune Hunter (1991)
7. Deirdre and Don Juan (1993) – награда „РИТА“

### Серия „Компания на Мошеници“ (Company of Rogues)
1. An Arranged Marriage (1991)
2. An Unwilling Bride (1992) – награда „РИТА“
3. Christmas Angel (1992)
4. Forbidden (1994)
5. Dangerous Joy (1995)
6. Forbidden Magic (1998)
7. The Dragon's Bride (2001)
8. The Devil's Heiress (2001)
9. Hazard (2002)
10. St. Raven (2003)
11. Skylark (2004)
12. The Rogue's Return (2006)
13. To Rescue A Rogue (2006)
14. Lady Beware (2007)
15. A Shocking Delight (2014)
16. Too Dangerous For a Lady (2015)
17. The Viscount Needs a Wife (2016)

### Серия „Тъмния шампион“ (Dark Champion)
1. Lord of My Heart (1992)
2. Dark Champion (1993)
3. The Shattered Rose (1996)
4. Lord of Midnight (1998)

### Серия „Малорън“ (Malloren)
1. My Lady Notorious (1993) – награда „РИТА“
2. Tempting Fortune (1995)
3. Something Wicked (1997)
Тъмна страст, изд.: ИК „Хермес“, Пловдив (1998), прев. Пенка Стефанова
4. Secrets of the Night (1999)
5. Devilish (2000) – награда „РИТА“
6. Winter Fire (2003)
7. A Most Unsuitable Man (2005)
8. A Lady's Secret (2008)
9. The Secret Wedding (2009)
10. The Secret Duke (2010)
11. An Unlikely Countess (2011)
12. A Scandalous Countess (2012)
13. Seduction in Silk (2013)

### Участие в общи серии с други писатели

#### Серия „Коледни антологии на Арлекин“ (Harlequin Christmas Anthologies)
* The Brides of Christmas (1999) – с Маргарет Мур и Дебора Симънс
от серията има още 11 романа от различни автори

### Новели
- The Demon's Bride (2011)
- The Demon's Mistress (2011)
- Lord Samhain's Night (2011)
- The Trouble With Heroes.... (2013)
- The Marrying Maid (2013)
- Dare to Kiss (2013)
- A Mummer's Play (2013)
- Dragon and the Princess (2014)
- The Raven and the Rose (2014)

### Разкази
- If Fancy Be the Food of Love (1991)
- The Demon's Mistress (2001)

### Сборници
- A Regency Valentine (1991) – с Карола Дън, Елън Фицджералд, Кити Грей и Шийла Саймънсън
- A Christmas Delight (1991) – със Сара Блейн, Антеа Малкълм, Елизабет Морган, Даун Олдридж Пур и Луис Стюърт
- The Christmas Cat (1996) – с Джули Беърд, Барбара Бретън и Лин Къртланд
- Dragon Lovers (2007) – с Карън Харбо, Мери Джо Пътни и Барбара Самюъл
- Regency Valentines (2015)
- Past Thrills (2015) – с Дарси Бърк, Кристи Карлайл, Манда Колинс, Джулия Джъстис, Уенди Лакарпа, Ан Летбридж, Деб Марлоу, Ерика Монро и Лана Уилямс
- Faery Weddings (2015)
- The Last Chance Christmas Ball (2015) – с Джоана Борн и Мери Джо Пътни